# Championnat des Antilles néerlandaises de football 1959-1960
Navigation
Saison suivante
La saison 1959-1960 du Championnat des Antilles néerlandaises de football est la toute première édition de la Kopa Antiano, le championnat des Antilles néerlandaises. Les deux meilleures équipes de Curaçao et d'Aruba se rencontrent lors d'un tournoi inter-îles. 
C'est le champion de Curaçao, le CRKSV Jong Holland, qui remporte ce premier championnat après avoir battu en finale l'autre représentant curacien, le Sport Unie Brion-Trappers. Il s’agit du tout premier titre de champion des Antilles néerlandaises de l’histoire du club.

## Compétition
Le barème utilisé pour établir les différents classements est le suivant :
- Victoire : 2 points
- Match nul : 1 point
- Défaite : 0 point

### Championnat d'Aruba
Le SV Racing Club Aruba est sacré champion, devant le club d'Aruba Juniors.

### Championnat de Curaçao
| Rang | Équipe                    | Pts | J  | G | N | P  | Bp | Bc | Diff |
| ---- | ------------------------- | --- | -- | - | - | -- | -- | -- | ---- |
| 1    | CRKSV Jong Holland        | 22  | 14 | 9 | 4 | 1  | 21 | 10 | +11  |
| 2    | Sport Unie Brion-Trappers | 18  | 14 | 7 | 4 | 3  | 23 | 10 | +13  |
| 3    | RKVFC Sithoc              | 17  | 14 | 7 | 3 | 4  | 23 | 11 | +12  |
| 4    | VESTA Willemstad          | 13  | 14 | 6 | 1 | 7  | 22 | 18 | +4   |
| 5    | RKSV Centro Dominguito    | 13  | 14 | 4 | 5 | 5  | 18 | 23 | -5   |
| 6    | RKSV Scherpenheuvel       | 11  | 14 | 4 | 3 | 7  | 24 | 24 | 0    |
| 7    | CRKSV Jong Colombia       | 10  | 14 | 3 | 4 | 7  | 13 | 24 | -11  |
| 8    | SV Riverside              | 8   | 14 | 4 | 0 | 10 | 16 | 40 | -24  |

|  | Champion de Curaçao 1959 et qualification pour la Kopa Antiano |
|  | Qualification pour la Kopa Antiano                             |
|  | Relégation directe en deuxième division                        |

### Kopa Antiano
Les quatre clubs qualifiés (SV Racing Club Aruba et Aruba Juniors pour Aruba, CRKSV Jong Holland et Sport Unie Brion-Trappers pour Curaçao) sont regroupés au sein d'une poule unique où chaque équipe rencontre deux fois ses adversaires. L'équipe en tête de la poule est sacrée championne des Antilles néerlandaises.

#### Phase de poule
| Rang | Équipe                    | Pts | J | G | N | P | Bp | Bc | Diff |  | Résultats (▼ dom., ► ext.) | JHo | SUBT | Rac | Jun |
| ---- | ------------------------- | --- | - | - | - | - | -- | -- | ---- |  | -------------------------- | --- | ---- | --- | --- |
| 1    | CRKSV Jong Holland        | 7   | 6 | 2 | 3 | 1 | 13 | 11 | +2   |  | CRKSV Jong Holland         |     | 1-1  | 1-4 | 5-2 |
| 2    | Sport Unie Brion-Trappers | 7   | 6 | 3 | 1 | 2 | 12 | 11 | +1   |  | Sport Unie Brion-Trappers  | 1-3 |      | 2-1 | 5-2 |
| 3    | SV Racing Club Aruba      | 6   | 6 | 2 | 2 | 2 | 11 | 9  | +2   |  | SV Racing Club Aruba       | 2-2 | 0-1  |     | 2-1 |
| 4    | Aruba Juniors             | 4   | 6 | 1 | 2 | 3 | 12 | 17 | -5   |  | Aruba Juniors              | 1-1 | 4-2  | 2-2 |     |

|  | Qualification pour le match pour le titre |

#### Finale
| Équipe 1                  | Résultat | Équipe 2           | Aller | Retour | Appui |
| ------------------------- | -------- | ------------------ | ----- | ------ | ----- |
| Sport Unie Brion-Trappers | 4 - 6    | CRKSV Jong Holland | 1 - 2 | 2 - 1  | 1 - 3 |

## Bilan de la saison
| Championnat des Antilles néerlandaises de football 1959-1960 |                                |
| Champion                                                     | CRKSV Jong Holland (1er titre) |
| Promotions et relégations                                    |                                |
| Promus en Kopa Antiano                                       | Aucun                          |
| Relégués                                                     | Aucun                          |